# ولایت قندوز
قُندوز یا کُندُز یکی از ولایت‌های شمال شرقی افغانستان است که مرکز آن شهر کندز می‌باشد. ولایت کندز بیش از ۱ میلیون و ۱۶۰ هزار نفر جمعیت دارد که تقریباً ۷۰ درصد آنها از دامداری و زراعت عاید معاش می‌کنند. این ولایت دارای نو ولسوالی است و بزرگ‌ترین آن ولسوالی امام‌صاحب می‌باشد.

## نام
کندز از کلمه فارسی کهندژ «کهن و دژ» گرفته شده است که به معنی «قلعهٔ کهن» است و به‌مرور زمان به کندز تغییر یافته است.

## پیشینه

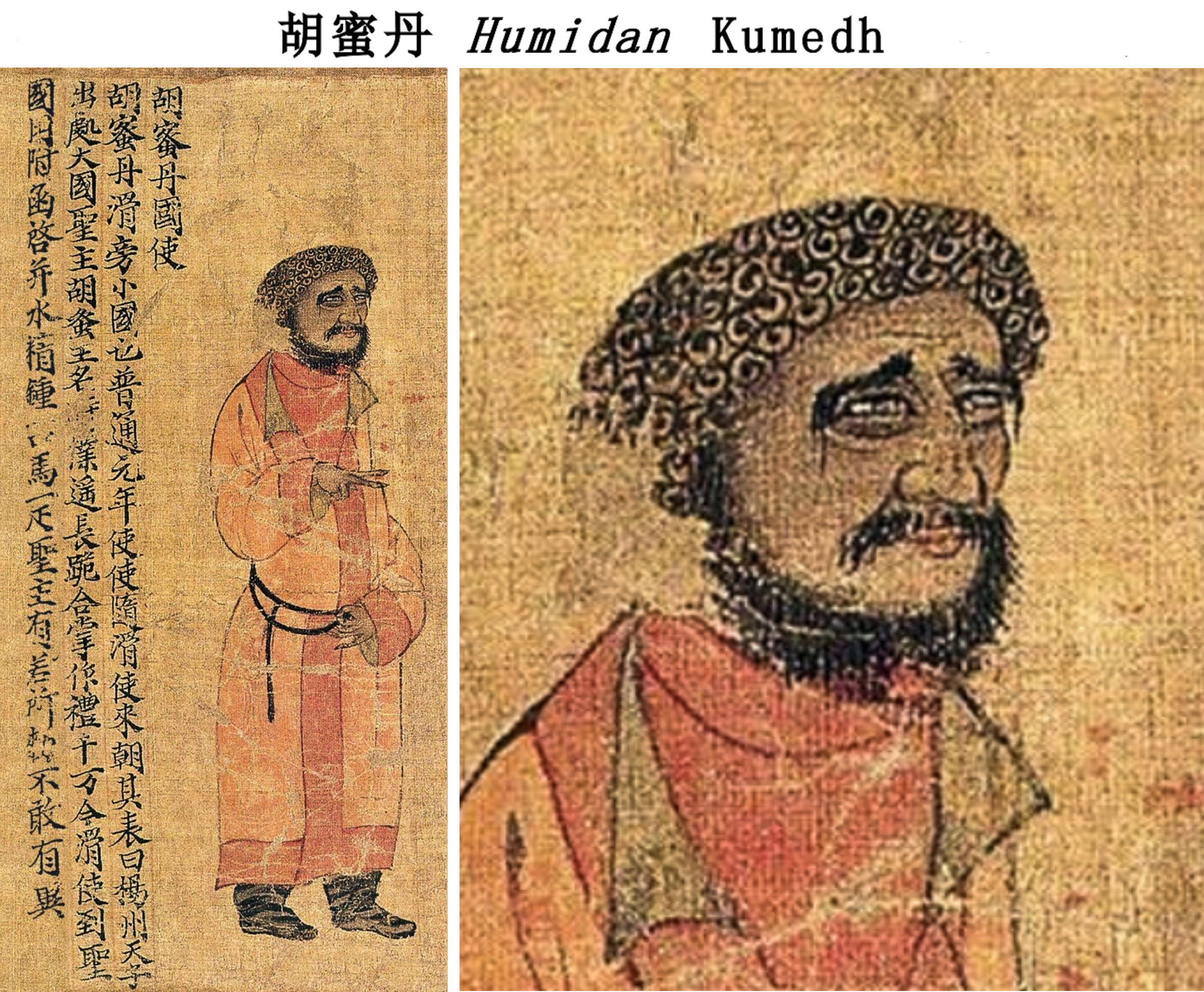
سفیر کندز در دربار امپراتور یوان لیانگ در جیانگژو ۵۱۶–۵۲۰ م.

در گذشته‌ها کندز پایتخت تخارستان بود، ۲۰۰۰ سال قبل و در روزگار دولت یفتلی، از مهم‌ترین راه تجارتی بود که صفحات جنوب هندوکش را از راه کوهدامن و کوهستان، به صفحات شمال وصل می‌کرد. در صفحات شمال هندوکوه کندز، بین تخارستان و باختریان ایستگاه مهمی بود که از آن راه تجارتی سه شاخه شده؛ یکی به طرف بلخ، دیگری به طرف تخارستان و سومی مستقیماً بطرف دریای آمو می‌رفت.
حدود ۳۰۰۰ نیروی آلمانی در چارچوب گروه بازسازی ولایتی (PRT) نیروهای آیساف-ناتو در ولایت قندوز مستقر هستند. این ولایت تا سال ۲۰۰۹ و قبل از رخنه کردن شورشیان طالبان در این منطقه از آرامش نسبی برخوردار بود.
در ۴ سپتامبر ۲۰۰۹ (بامداد روز جمعه، ۱۳ سنبله/شهریور ۱۳۸۸) در پی ربوده شدن دو تانکر نفتکش توسط طالبان در منطقهٔ علی‌آباد در ولایت قندوز، یک فرماندهٔ آلمانی ناتو دستور بمباران آنها را صادر کرد. در پی حملهٔ هوایی یک هواپیمای جنگندهٔ آمریکایی به دو تانکر نفتکش ربوده شده، بیش از نود نفر کشته شدند که از آن جمله ۴۰ غیرنظامی بودند که اطراف تانکرها جمع شده بودند.

## جغرافیا

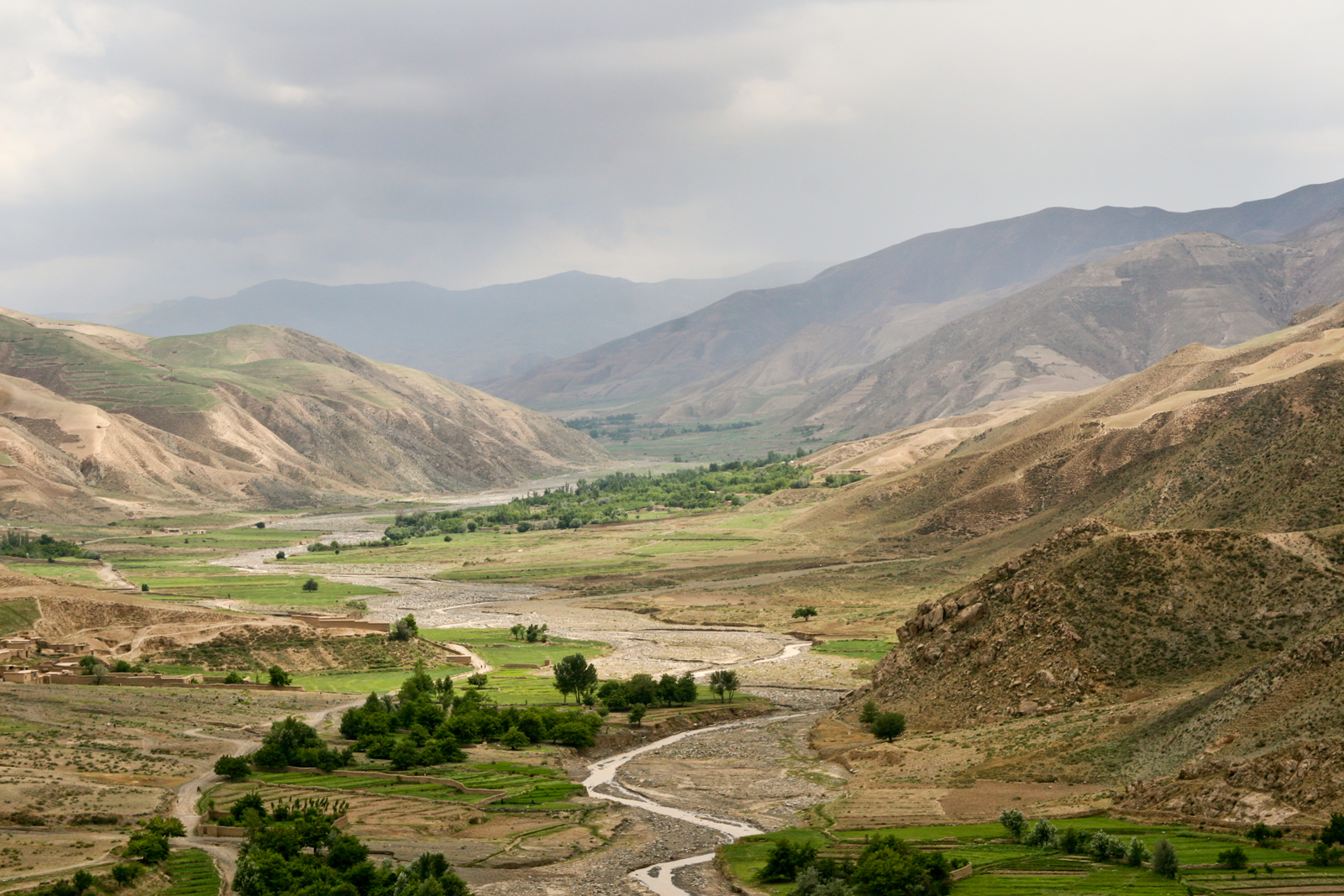
یکی از شاخه‌های رود قندوز

این ولایت در ۳۶٬۲۲ درجه، ۵۸٬۱۲ دقیقه و ۳۰ ثانیه عرض البلد شمالی ودر ۶۸٬۶ درجه، ۵۲٬۵ دقیقه و ۱۶ ثانیه طول البلد شرقی واقع است. کندز، ۷۶۶۶٫۷ کیلومتر مربع پهناوری، و ۴۰۵ متر ارتفاع دارد. این ولایت، درحدود ۳۳۷ کیلومتری شمال شهر کابل موقعیت دارد و در جنوب دریای آمو واقع بوده که در شرق آن ولایت تخار، در جنوب آن ولایت بغلان و در غرب آن ولایت سمنگان واقع است.
کندز، دارای زمین‌های حاصلخیز، دو دریای بزرگ، یک میدان هوایی و یک بندر تجارتی به نام شیرخان بندر می‌باشد. این ولایت ۲۷۰ کیلومتر با تاجکستان سرحد داشته و دریای آمو بین تاجکستان و کندز قرار گرفته است.
کندز، در بهار آب و هوای گوارا؛ اما در تابستان گرمای شدید و در زمستان سرمای خشک دارد. ولی آب و هوا در تابستان، در برخی ولسوالی‌هایی که دارای درختان و جنگلات است، نسبتاً خوب می‌باشد.

## اقتصاد
درعهد اسکندر مقدونی و بعداز آن، تا آخرین سلالهٔ آنها مناطق کندز یا (اپاسکا) جزئی از مناطق باختر بوده، مرکز مهم و تقاطع راه ابریشم میان دامنه‌های پارا پامیزد و بلخ، مقر فرماندهی آیتیدیوم به‌شمار می‌رفت.

### صنعت
کندز از ولایات صنعتی افغانستان می‌باشد. چندین فابریکه مانند فابریکات پنبه، صابون و روغن سپین زر، فابریکهٔ پروسس لبنیات، فابریکه پروسس برنج، آرد ترمَیده، جوس میوه و فابریکهٔ بادنجان رومی و صنعت حکاکی و دست دوزی و غیره نیز در کندز موجود بود؛ که از این میان، صرف فابریکه لبنیات، آرد ترمیده، بادنجان رومی، و دست دوزی فعالیت دارند؛ اما متباقی باگذشت هرسال بنا برعوامل اقتصادی با رکود مواجه شده‌اند.
فابریکه تصدی سپین زر، در زمان سردار محمدداوود اعمار شده بود؛ درآن آوان سالهای ۱۳۵۰ هجری شمسی تا ۱۳۵۷ فعالیت داشت و کنجاره، روغن، صابون، ظروف چینی تولید می‌کرد، تولید تکه را با فابریکه نساجی گلبهار نیز قرارداد نموده بود و حدود ۲۷۰۰ کارگر داشت.
اما این فابریکه، بعد از تنش‌ها و جنگ‌هایی سال ۱۳۷۰ باگذشت هرروز، با رکود مواجه شد و درحال حاضر، درآن حدود ۳۰۰ کارگر مصروف کاربوده و تنها این فابریکه؛ روغن، کنجاره پوستک، و صابون تولید می‌کند و پنبه را بسته‌بندی می‌نماید و این تولیدات، به داخل و خارج ازکشور صادر می‌شود.
فابریکه تصدی سپین زر، ازسال ۱۳۸۱ و سقوط حکومت طالبان، توسط کمپنی فرانسوی نپکود به قرارداد گرفته شده، که تاحال تحت اثر این کمپنی فعالیت دارد. موجودیت شیرخان بندر نیز بر اهمیت اقتصادی کندز دلالت می‌کند. این ولایت از طریق پل دریای آمو به تاجکستان و آسیای میانه وصل است. شیرخان بندر، یکی از بندرهای مهم کشور بوده و در ولسوالی امام صاحب، در جوار سرحد تاجکستان موقعیت دارد. از جانب افغانستان؛ میوهٔ تازه، سمنت، قالین و سایر صنایع دستی به تاجکستان صادر می‌گردد و از آنطرف مواد نفتی، ساختمانی، صنایع دستی و مواد خوراکه وارد می‌گردد.
شیرخان بندر، ازطریق پل بزرگ که حدود ۶۷۲ متر طول و ۱۱ متر عرض دارد، با تاجکستان وصل شده است. این پل، به مصرف حدود ۳۸ میلیون دالر کمک آمریکا و ناروی توسط رؤسای جمهور افغانستان و تاجکستان، بر فراز دریای آمو (پُل دوستی) در ماه عقرب سال ۱۳۸۶ رسماً افتتاح شد.

### زراعت
کندز، یک ولایت زراعتی بوده و بیشتر مردم آن، به زراعت و مالداری اشتغال دارند؛ این ولایت دارای جنگلات انبوه نیز است. پسته، بادام و خربوزه به خصوص خربوزهٔ عسقلانی و امام صاحب (مشهور به قندک)، از شهرت به سزایی برخورداراست که به کابل و سایر ولایات و خارج از کشور نیز صادر می‌گردد و دهقانان، عواید خوبی از این درک به دست می‌آورند.
در کندز، بیش از ۲۸۲ هزار هکتار زمین قابل زرع وجود دارد که از جمله، اضافه از ۲۳۳ هزار آن آبی و بقیه به شکل للمی کشت می‌شود. فعلاً اضافه از۲۳۰ هزار هکتار زمین آبی و ۴۸هزار هکتار زمین للمی، تحت کشت قرار دارد. ۸۸ درصد این ولایت را، اراضی هموار و۱۲ درصد را کوهستانی و نیمه کوهستانی تشکیل داده است. پیداوار عمدهٔ زراعتی این ولایت، در قدم اول گندم و برنج (شالی) بوده و سایر غله جات، حبوبات، میوه‌ها و سبزی‌ها نیز در این ولایت به پیمانهٔ وسیع کشت می‌شود. گندم و برنج کندز شهرت دارد و علاوه بر مصارف داخلی به دیگر ولایات نیز صادر می‌شود. زمانی کندز بخاطر محصولات گندم، به نام کندوی افغانستان شهرت داشت. ساحهٔ کشت گندم در سال ۱۳۹۰بیش از ۱۶۰ هزار هکتار و مجموع حاصل آن، اضافه از ۴۱۸ هزار تُن تخمین گردیده بود؛ اما ساحه کشت گندم در سال ۱۳۹۱ به بیش از ۱۶۸ هزار هکتار تخمین گردیده که افزایش را نسبت به سال گذشتهٔ آن نشان می‌دهد.
در سال ۱۳۹۲ نسبت مساعد بودن شرایط جوی، اقلیم مناسب، بارندگی به موقع و توزیع تخم بذری اصلاح شدهٔ گندم، توقع می‌رود که میزان سطح حاصلات (۱۵ الی ۲۰) درصد افزایش یابد که این امر، سبب تقویه اقتصاد دهقانان خواهد شد.

## جمعیت‌شناسی مردم ولایت قندوز
بر طبق آماری از سال ۲۰۰۸ پشتون‌ها ۳۳٪، ازبک‌ها ۲۷٪، تاجیک‌ها ۲۰٪، ترکمن‌ها ۱۱٪، هزاره‌ها ۶٪ و پشه‌ای‌ها ۱ درصد ساکنان این ولایت را شامل می‌شوند. ۹۴٪ سنی و ۶٪ شیعه هستند. نرخ باسوادی ۲۲٪ است و ۱۸٪ خانوارها به جریان برق خانگی دسترسی دارند.
بر طبق آمار مدرسه نیروی دریای آمریکا پشتون‌ها ۳۴٪، ازبک‌ها ۲۷٪، تاجیک‌ها ۲۰٪، ترکمن‌ها ۹٫۴٪، هزاره‌ها ۶٪، عرب‌ها ۴٫۶٪ ساکنان این ولایت را شامل می‌شوند و تعداد اندکی از پشه‌ای‌ها، بلوچ‌ها و نورستانی‌ها نیز در این منطقه بودوباش دارند.

### ولسوالی‌ها (شهرستان‌ها)
| ولسوالی          | مرکز       | جمعیت   | مساحت | جمعیت‌شناسی                                            |
| ---------------- | ---------- | ------- | ----- | ----------------------------------------------------- |
| ولسوالی علی‌آباد  |            | ۴۵٬۸۵۱  |       | ۷۳٪ تاجیک، ۱۱٪ پشتون، ۸٪ هزاره، ۸٪ ازبک               |
| آق تاش           |            | ۲۷٬۰۹۷  |       |                                                       |
| ولسوالی دشت ارچی |            | ۹۹٬۰۰۰  |       | ۳۵٪ تاجیک، ۳۵٪ ازبک، ۲۰٪ پشتون، ۱۰٪ ترکمن             |
| ولسوالی چهاردره  |            | ۶۹۲۵۱   |       | ۴۲٪ ازبکی، ۱۵٪ هزاره، ۱۵٪ پشتون، ۲۰٪ تاجیک، ۲۵٪ ترکمن |
| ولسوالی امام‌صاحب | شیرخان‌بندر | ۲۵۰٬۰۰۰ |       | ۴۰٪پشتون۲۷٪ ۳۰٪ ازبک، ۲۰٪ تاجترکمن٪ پشتون،            |
| ولسوالی خان‌آباد  |            | ۱۱۰٬۰۰۰ |       | ۴۰٪ تاجیک، ۲۵٪ هزاره، ۲۰٪ پشتون، ۱۰٪ ازبک، ۵٪ پشه‌ای   |
| ولسوالی کندز     | کندز       | ۲۵۹٬۴۹۷ |       | ۶۵٪ تاجیک، ۱۰٪ پشتون، ۵٪ ترکمن، ۱۰٪ ازبک، ۱۰٪ هزاره   |
| ولسوالی قلعه ذال |            | ۱۲۰٬۰۰۰ |       | ۹۵٪ ترکمن، ۵٪ پشتون                                   |

## گردشگری
اخیراً سه اثر تاریخی به دست آمده از این ولایت، به موزیم ملی تحویل گردید. دو اثر آن، سرهای مجسمه بوده که از گل و گچ ساخته شده و مربوط قرن‌های چهار و پنجم میلادی و آثار هنری دورهٔ هنری یونان باختری می‌باشد. و اثر دیگر، یک مجسمهٔ کوچک مربوط به قبل از میلاد بوده که از سنگ شست ساخته شده و متعلق به دورهٔ یونان باختری می‌شود و به قول باستان شناسان، این اثر به نام الههٔ باران یاد می‌گردد. بعد از اعزام هیئت باستانشناسی از مرکز، این آثار تثبیت شده و توسط قطعه ۰۱۲ پولیس به مرکز منتقل گردیدند.
اینکه فردوسی طوسی درشاهنامه، پنج مورد از کندز یاد کرده، دلیلی برسابقهٔ تاریخی این شهر و اهمیت آن در آن‌زمان می‌باشد که معلوم می‌شود شهر بسیار مهم و پررونقی بوده است.
شهر تاریخی کندز در ادوار مختلف تاریخ، به حصه‌هایی از این حدود وسیع نقل مکان نموده و چندین بار خراب شده است؛ این شهر در قرن هفتم هجری، یکبار دیگر آباد و مرکز تخارستان قرار گرفته و بار دیگر ویران گردیده است. از اوراق تاریخ برمی آید که چندین خاندان از قبیل سواران بخدی، خاندان کندز، رایت‌های گلگون و پهلوانان رویین‌تن، دراین شهر تاریخی حکومت کرده‌اند.
هیوان‌تسانگ زایر چینی، کندز را به شکل هویچ HOWACH ثبت کرده و به قول او صدها روحانی بودایی درآنجا سکونت داشتند. وی از ۱۰ معبد بودایی دراین شهر نیز نام برده است.
۱۹ ساحهٔ تاریخی در کندز ثبت شده است، که شامل بالاحصار کوچک و بزرگ، کله مناره، تپه چهل دختران، مسجد حاجی شهید، مسجد ساقی بای، زیارت خواجه مشهد، روضهٔ امام صاحب، قلعه مهرنگار امام صاحب، تپه متصل دوره کندز، تپهٔ جرگذر، گل تپه، زیارت حضرت سلطان بابا، تپهٔ ژوبین در ولسوالی علی‌آباد، تپهٔ مرچ، مگس تپه، کهنه قلعهٔ خان آباد، قلعهٔ زال وغیره می‌باشد.
بالاحصار کندز: نظر به تاریخ طبری، بالاحصار کندز سه هزار و پنجصد سال قبل، ذریعه منوچهر که از نبیرهٔ فریدون بوده، آباد شد. این قلعه دارای چهار دروازه، دو حصار بزرگ و کوچک و عمارات بوده و دربین یک خندق عظیم آب قرار دارد، که با دیوار احاطه شده است. بالاحصار کندز، با ۱۷۴ جریب زمین وسعت، درسه کیلومتری شمال شهر موقعیت داشته و سجل شده می‌باشد. روایات مختلف در مورد آن نیز وجود دارد. در زمان پادشاهی سلطان حسین بایقرا بالاحصار کندز، توسط والی آن امیر خسرو شاه، مجدداً اعمار شد و به حیث مرکز تخارستان تعیین گردید. این بالاحصار، در زمان امیر شیرعلی و امیر عبدالرحمان مرکز میران ازبک بود و درآنجا سلطان مرادخان، امیر اطالغ بیگ و امیر شاه مرادخان حکومت کرده‌اند. تازمان سلطنت غازی امیرامان الله خان حکومت میران دوام داشت و بعداً سقوط کرد و کندز، به حیث حاکم نشینی تبدیل شد و مرکز آن به خان آباد انتقال یافت. در زمان کی خسرو پادشاه آریانا، "بلخ" امروزی چندین خاندان دیگر مانند "رعیتهای گلگون، سواران بخدی، خاندان کندزی روین تنان، شاه مقاتل کندزی و خاندان خزان یا غزان در بالاحصار حکومت کردند. اما درقرن هفتم هجری قمری، این عمارت زیبا توسط عساکر چنگیز آتش زده شد.
ساحه باستانی کله مناره: این ساحه در نیم کیلومتری غرب بالاحصار عقب مارکیت میوه قرار دارد که در وسط آن، جاده‌ای از جنوب به شمال احداث شده، درغرب آن قبرستان دورهٔ اسلامی و زمین‌های زراعتی، از شرق به مارکیت میوه، از شمال به جاده و از جنوب به منازل مسکونی وصل می‌باشد.
تپه وزیارت چهل دختران: این زیارت در یک کیلومتری جنوب‌غرب کله مناره موقعیت دارد که از طرف شمال به زمین‌های زراعتی و منازل رهایشی، از جنوب و از شرق نیز به منازل مسکونی و از غرب به قلارتپه محاط است. آبدهٔ مذکور نظر به هدایت و گزارش هیئت باستانشناسی، ارزش فرهنگی دارد که باید حفظ و نگهداری شود.
تپه زیر دوره یا میدان بزکشی: این تپه، از ادوار مختلف تاریخی باقی مانده و در پنج کیلومتری جنوب شرق ولایت کندز واقع است که در وسط آن، میدان بزکشی قرار دارد. سلسله این تپه‌ها تا ولسوالی خان آباد و دشت کندهاری امتداد یافته است. در ساختار تپه‌های یادشده، خشت‌های ۴۰×۴۰×۱۰ سانتی‌متر از دورهٔ کوشانی به ملاحظه می‌رسد.
تپه ژوبین علی‌آباد: این ساحهٔ تاریخی، تقریباً در ۳۰ کیلومتری جنوب غرب مرکز کندز و دریای بغلان قرار داشته و ازآنجا پارچه‌های سفالی دوره‌های اسلام تیموری، غزنوی و قبل از اسلام یعنی دوره کوشانی‌ها به دست آمده است.
بالاحصار خان آباد: این قلعهٔ تاریخی در فاصلهٔ تقریباً پنج کیلومتری شمال شرق ولسوالی موقعیت دارد و حدود سه جریب زمین را احتوا می‌کند. کهنه قلعه، دوره‌های مختلف تاریخی و فرهنگی را در سینه خود داشته و از جمله ناب‌ترین ساحهٔ تاریخی در سطح کندز تثبیت شده است و متعلق به دورهٔ دولت یونانی بلخ می‌باشد.
روضه و مسجد امام صاحب: نظر به تاریخ زبان ترکی، نام سابقهٔ امام صاحب (ارهنگ) یا گنج درسینهٔ خاک می‌باشد. براساس سروی هیئت فنی ریاست آبدات تاریخی، روضهٔ حضرت امام صاحب بیش از ۲۹ جریب را احتوا می‌کند. جهندهٔ حضرت امام صاحب، همه ساله با شرکت هزاران تن به شمول فرهنگیان، مقامات دولتی و مردم از نقاط مختلف کشور، با شور و هلهله برافراشته می‌شود.
در مورد تاریخچهٔ این زیارت گفته شده است: زمانیکه اسلام تازه به افغانستان آمد و مسلمانان با حکومت آن زمان دربلخ جهاد می‌کردند؛ یحیی سرلشکر مسلمانان کشته شد. سپس مسلمانان تصمیم گرفتند که سرامام را که از تنش درجنگ جدا شده بود، غرض دفن کردن به بغداد ببرند؛ اما شخصی که می‌خواست آن را به بغداد ببرد، درهمین منطقه (ولسوالی حضرت امام صاحب) توسط دشمنان به قتل رسید. بعداً که مسلمانان آمدند؛ سر یحیی و جسد شخص کشته را درهمینجا دفن کردند که بعد از آن همه ساله، همین مراسم صورت می‌گیرد. روایت دیگری هم وجود دارد: زمانیکه سر حسین نواسهٔ محمد  در کربلای عراق از تنش جدا شد؛ غرض دفن کردن، به همین منطقه آورده شده است.
مسجد حاجی شهید، ساقی بایی، زیارت و مسجد خواجه مشهد و مسجد جامع تخارستان نیز از جملهٔ ساحات تاریخی و مذهبی کندز محسوب می‌گردد.
تپه جرگذر، گل تپه، تپه مرچ و مگس تپه نیز از ساحات باستانی کندز بوده؛ اما درمورد قدامت آن معلوماتی در دست نیست. تپه‌های متعدد تاریخی در ولسوالی چهار دره نیز موقعیت دارد که بنابر ملاحظات امنیتی، تا هنوز در ثبت آن از سوی ریاست اطلاعات و فرهنگ اقدام نشده است. قلعهٔ زال و تپه‌های تاریخی آن درحدود ۴۵ کیلومتری جنوب غرب ولسوالی امام صاحب موقعیت دارد و تا حال مدیریت آبدات، موفق به دریافت معلومات مزید در مورد آن نگردیده است.
بالاحصار و کهنه قلعه ولسوالی امام صاحب؛ در پنجصد متری مرکز ولسوالی واقع است، که زمانهٔ سکندریه یا باختری را بازگو می‌کند. ساحهٔ رباط نیز در نیم کیلومتری بالاحصار امام صاحب موقعیت دارد، که حدود پنج جریب زمین را احتوا می‌کند. در اطراف آن منازل رهایشی قراردارد و حتی خود رباط نیز در معرض خطر جدی از ناحیهٔ تصرف اشخاص و افراد نامعلوم، جهت نمرات رهایشی می‌باشد.

## تقسیمات اداری

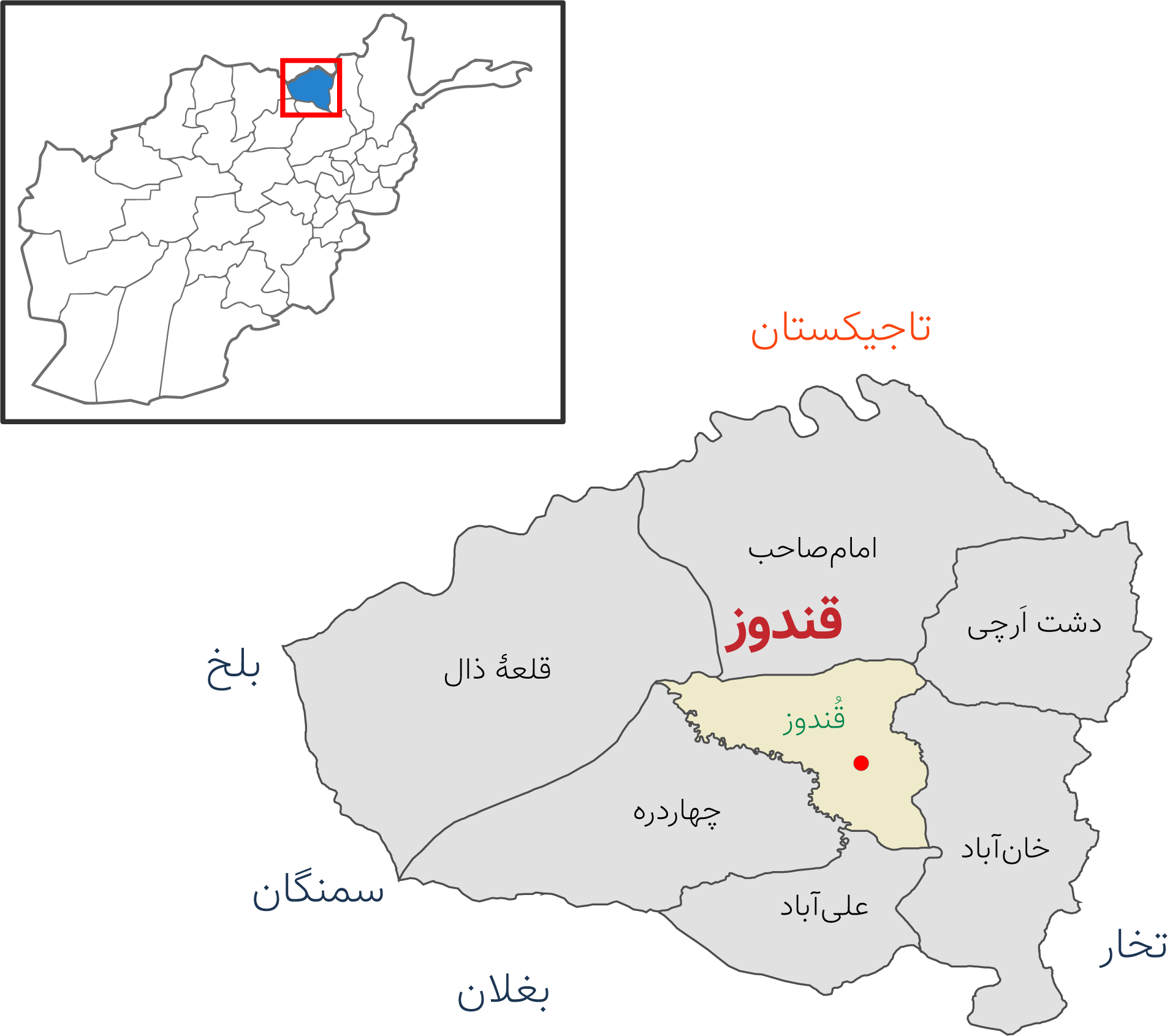
ولسوالی‌های قندوز

- امام‌صاحب
- چهاردره
- خان‌آباد
- دشت اَرچی
- علی‌آباد
- قلعهٔ ذال
- گل تپه
- کلدار
- آقتاش
- قُندوز

| ولسوالی  | مرکز          | جمعیت   | مساحت             | جمعیت‌شناسی                                            |
| -------- | ------------- | ------- | ----------------- | ----------------------------------------------------- |
| امام‌صاحب | شهر امام صاحب | ۲۸۸٬۶۰۳ | ۱۶۱۰ کیلومتر مربع | ۸۵٪ اوزبیک، ۵٪ پشتون، ۵٪ تاجیک، ۵٪ ترکمن              |
| اَرچی     | شهر ارچی      | ۱۰۳٬۳۹۴ | ۹۷۴ کیلومتر مربع  | ۴۵٪ اوزبیک، ۳۰٪ پشتون، ۱۵٪ تاجیک، ۱۰٪ ترکمن           |
| چهاردره  | شهر چهاردره   | ۹۱٬۸۱۹  | ۱۲۶۵ کیلومتر مربع | ۴۲٪ اوزبیک، ۳۰٪ پشتون، ۲۰٪ تاجیک، ۸٪ ترکمن            |
| خان‌آباد  | شهر خان آباد  | ۱۹۴٬۷۳۹ | ۷۳۱ کیلومتر مربع  | ۳۰٪ پشتون، ۳۰٪ تاجیک، ۲۵٪ اوزبیک، ۱۰٪ هزاره، ۵٪ پشه‌ای |
| علی‌آباد  | شهر علی‌آباد   | ۶۱٬۲۷۴  | ۷۳۴ کیلومتر مربع  | ۳۰٪ پشتون، ۳۰٪ تاجیک، ۲۸٪ اوزبیک، ۱۰٪ هزاره           |
| قندوز    | شهر قندوز     | ۳۷۴٬۷۴۶ |                   | تاجیک، پشتون، اوزبیک، ترکمن و هزاره                   |
| قلعه ذال | شهر آق‌تپه     | ۸۱٬۱۴۷  | ۲۱۸۷ کیلومتر مربع | ۸۰٪ ترکمن، ۱۰٪ پشتون، ۱۰٪ اوزبیک                      |